# Erró
Erró, właściwie Guðmundur Guðmundsson (ur. 19 lipca 1932 w Ólafsvík) – islandzki artysta malarz, jeden z pionierów pop-artu.

## Życiorys
Erró dorastał z matką, ojczymem oraz trojgiem przyrodniego rodzeństwa w miejscowości Kirkjubæjarklaustur na południu Islandii. Jego rodzina wcześnie dostrzegła talent młodego Guðmundura, który mocno wspierała – między innymi zaaranżowała spotkanie z islandzkim malarzem Johannesem Sveinssonem Kjarvalem, który zainspirował Guðmundura Guðmundssona. Od września 1949 studiował na Akademii Sztuk Pięknych w Reykjaviku, gdzie uczył się przede wszystkim technik wycinanek. Wiosną 1951 ukończył studia jako nauczyciel sztuki. Po studiach, w wieku 20 lat został przyjęty do Akademii Sztuk Pięknych w Oslo w Norwegii. W 1954 rozpoczął studia na Akademii Sztuk Pięknych we Florencji, a następnie w Rawennie we Włoszech. Na tych tradycyjnych uczelniach studiował malarstwo ścienne i techniki układania bizantyjskich mozaik. W 1958 przeprowadził się do Paryża, gdzie w 1960 wystawił swoje prace na wystawie „Antiprocès” jako manifest przeciw wojnie w Algierii. Od tego czasu stał się rozpoznawalny na arenie międzynarodowej i uważany za jednego z czołowych artystów działających we Francji. W 1963 roku po raz pierwszy pojechał do Nowego Jorku, gdzie zetknął się z pop-artem.

## Działalność artystyczna
Kreacje Erró szokują wizualnie, łączą czas z przestrzenią, są komiczne, niepokojące i w dużej mierze przesiąknięte humorem i kpinami. Jego prace są nacechowane politycznie, są krytyczne wobec wojen (od wojny w Wietnamie po amerykańską inwazję na Irak), są krytyczne wobec mocarstw totalitarnych i masowej konsumpcji.

Elementy jego obrazów płyną w kierunku widza, rzucają się na niego, wyrastają z chaosu takich superform jak: Hulk, Marilyn Monroe, Spiderman, statek kosmiczny Enterprise, Wonder Woman.

Erró wystawiał swoje prace między innymi w Muzeum Brytyjskim w Londynie, Museo Berardo w Lizbonie, National Gallery of Art w Waszyngtonie, Rijksmuseum w Amsterdamie czy w Centre Pompidou oraz Luwrze w Paryżu.
W 1989 roku Erró przekazał miastu Reykjavik około dwóch tysięcy swoich dzieł: obrazy, akwarele, grafiki, rzeźby, kolaże i inne.

## Pseudonim
Pierwszym artystycznym pseudonimem Guðmundura Guðmundssona był Ferro. Pseudonim ten wymyślił po podróży do Hiszpanii w 1952 roku, gdzie przez tydzień mieszkał w Castell de Ferro. Jednak po powrocie do Paryża, okazało się, że na Montmartre mieszka już brazylijski artysta Gabriel Ferro. Guðmundsson dwukrotnie procesował się z Ferro o prawo używania tego pseudonimu i dwukrotnie przegrał. Wówczas wspólnie z Jean-Jacquesem Lebelem zaproponowali zmianę pisowni z trzema literami „r”, lecz nie zostało to zaakceptowane. Ostatecznie w sądzie wspólnie postanowili usunąć literę „F”. Pseudonim Erró przypadł Guðmundssonowi do gustu, zwłaszcza że po islandzku „er ró” znaczy „on jest spokojny”.

## Odznaczenia
- Medal Księcia Eugeniusza (1970)[10]
- Kawaler Legii Honorowej (2010)[11]
- Oficer Legii Honorowej (2020)[12]